# Quartier Saint-Antoine (Tarbes)
Saint-Antoine est un quartier de la ville de Tarbes, dans le département français des Hautes-Pyrénées, situé au nord-est de la ville.

## Géographie
Le quartier est situé au nord-est de la ville, entre Bordères-sur-l'Échez, Aureilhan, Bours et les quartiers de  Laubadère et d'Arsenal.

## Morphologie urbaine
Le secteur comprend en majorité des résidences pavillonnaires. La partie est du quartier le long de l'Adour est occupé par les sites poudrières et dépôt de munitions.
Le quartier contient les secteurs : Saint-Antoine, Les Poudrières, L'Abondance, L'Adoureau.

## Évolution démographique
| 2012  | 2015  | 2019  |
| ----- | ----- | ----- |
| 1 904 | 1 870 | 1 974 |

## Noms de certaines rues du quartier
- Avenue Alsace-Lorraine dite route de Bordeaux, du nord au sud.
- Rue Kléber, du nord au sud.

## Lieux de culte
- Église Saint-Antoine

## Infrastructures

### Sportives
- Salle de Foot à 5.

## Transports
C'est l'entreprise Keolis qui exploite les lignes urbaines de bus de Tarbes, depuis le 17 octobre 2020.